# Volume 8: Can You See Under My Thumb?... There You Are
Volume 8: Can You See Under My Thumb?... There You Are is de achtste Desert Sessions-mini-lp van het project van Josh Homme. 

## Tracklist en Sessiemuzikanten

### Kant A
A:1. "Nenada" – 3:10
- Drum, Klappen (handen), Gitaar – Joshua
- Gitaar – Alain The Mighty
- Gitaar, Klappen (handen) – Goss The Oblivious
- Zang, Keyboard, Elektrische Piano – Natasha The Great

A:2. "The Idiot's Guide" – 3:04
- Basgitaar – Goss
- Clavinet, Achtergrondzang – Al
- Gitaar, Tomboura – Brendon McNichol

A:3. "Interpretive Reading" – 1:36
- Koor – Vienna Girls Boy Choir
- Verteller – Nigel Thistlewaityourturner III
- Piano – Francesco Sordini
- Saxofoon – Cole Jontrane

### Kant B
B:1. "Covousier" – 1:50
- Alles - Fred Drake

B:2. "Cold Sore Superstars" – 3:24
- Drum – Fred "Dollar Drink Night" Drake
- Gitaar – Brendon "Mandolin Too Long" McNasty
- Piano, Basgitaar – Josh "Yeah? What?" Homm (Josh Homme)
- Piano, Drum – Samantha "Darling"
- Saxofoon – Alain "Niala Sennahoj" Johannes
- Zang – Nick "Meth McMasters" ElDordado (Nick Oliveri)

B:3. "Making a Cross" – 5:31
- Balalaika – Brendypants
- Basgitaar – Sam
- Drum, Zang – Josh
- Zang – Fred
- Zang, Gitaar, Udu, Harmonium ('traporgel), Viool – Al

## Sessiemuzikanten
- Joshua Homme
- Mark Lanegan
- Tony Mason
- Samantha Maloney
- Alain Johannes
- Natasha Shneider
- Chris Goss
- Brendon McNichol
- Fred Drake
- Nick Oliveri